# تمويل متناهي الصغر

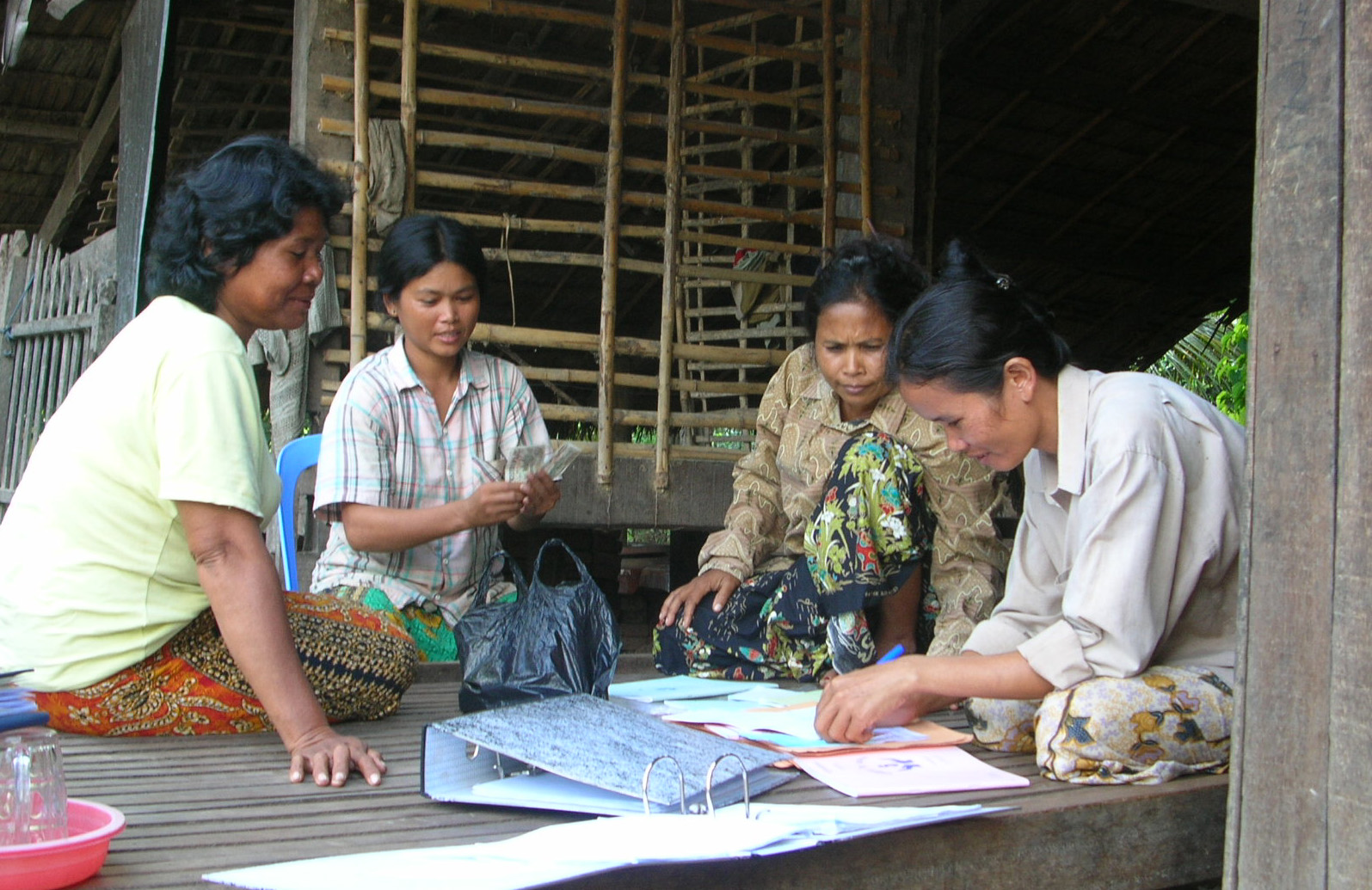

التمويل الأصغر أو التمويل المتناهي الصغر (بالإنجليزية: Microfinance)‏، هو تقديم قروض صغيرة جداً للعائلات الفقيرة التي لا تتمكن من الحصول على هذه القروض من القطاع المصرفي، لمساعداتهم في الانخراط بنشاطات منتجة أو لتنمية مشاريعهم المتناهية الصغر. وأحياناً ما يعرف التمويل الصغير أو الأصغر بأنه تقديم الخدمات المالية المختلفة (قروض و ادخار وتحويلات وتأمين وغيرها) للفئات التي لا تتمكن من الحصول على هذه الخدمات من القطاع المصرفي.
ويعتبر التمويل الأصغر من الأدوات الفعالة التي تساعد في مساعدة الفئات الفقيرة على تحسين دخلها و مستوى معيشتها. وتوفير فرص عمل متزايدة، كما يعتبر أكثر القطاعات قدرة على خلق فرص العمل وبتكلفة استثمارية متدنية الأمر الذي يجعله خير وسيلة للتخفيف من البطالة ومحاربة الفقر. ويساعد على رفع درجة المعرفية عن طريق تمكين العديد من النساء والرجال من  إتمام مراحل تعليمهم المختلفة. والهدف من ذلك تزويد هذه الأسر بفرصة ليصبح عندهم اكتفاء ذاتي من الناحية المالية.